# Corrado III di Carinzia
Corrado III di Carinzia (XI secolo – 1061) fu duca di Carinzia e margravio di Verona dal 1056 alla morte.

## Biografia
Era figlio di Ezzelino I, conte di Zülpichgau, e fratello del conte palatino Enrico I di Lotaringia. Era dunque membro della dinastia degli Azzoni. Probabilmente sua madre era figlia del defunto duca salico Corrado I di Carinzia.
Nel 1055 si unì alla ribellione di suo cugino ezzonide, il duca Corrado I di Baviera, e del duca Guelfo IV di Carinzia contro l'imperatore Enrico III. Alla morte di Enrico nel 1056, fu perdonato dalla vedova Agnese di Poitou e infeudato del ducato carinziano. Corrado, tuttavia, non riuscì a imporre la sua autorità sulla potente aristocrazia locale. Morì cinque anni dopo e probabilmente non entrò in Carinzia. Gli successe il duca Zähringen Bertoldo II.